# Sabre (bateau)
Pour les articles homonymes, voir Sabre (homonymie).
Le Sabre (aujourd'hui Le Gorée) est un chaland de débarquement du type engin de débarquement d'infanterie et de chars (EDIC) entré en service dans la Marine nationale française en 1987. Il porte alors le numéro de coque L9051.

## Histoire
Celui-ci a été retiré du service actif le 25 novembre 2010 puis transféré en mars 2011 à la marine sénégalaise, qui dispose d'un autre sister-ship.
En 2010, le Sabre et son équipage participent au tournage du film Au Soldat Inconnu, le débarquement de Provence, de Thomas Lemoine. Un film sur la reconstitution du débarquement sur la plage historique du débarquement de Provence, le Dramont à Saint-Raphaël.